# Омельник (Ореховский район)
Оме́льник (укр. Омельник) — село,
Омельникский сельский совет,
Ореховский район,
Запорожская область,
Украина.
Код КОАТУУ — 2323987501. Население по переписи 2001 года составляло 573 человека.
Является административным центром Омельникского сельского совета, в который, кроме того, входят сёла
Панютино,
Свобода,
Червоный Яр и
Широкое.

## Географическое положение
Село Омельник находится на берегу реки Жеребец,
выше по течению на расстоянии в 0,5 км расположено село Егоровка,
ниже по течению на расстоянии в 2,5 км расположено село Васиновка.
Через село проходит автомобильная дорога Т-0814.

## История
- Село Омельник основано в конце XVIII века государственными крестьянами — переселенцами из местечка Омельник Полтавской губернии.

## Экономика
- «Аврора», ООО.

## Объекты социальной сферы
- Школа.
- Детский сад.
- Дом культуры.
- Фельдшерско-акушерский пункт.

## Достопримечательности
- Братская могила советских воинов.

## Известные люди
- Доллежаль Николай Антонович (1899—2000) — дважды Герой Социалистического Труда, родился в селе   Омельник.